# ノルウェーの医療

OECD各国の一人あたり保健支出（青は公的、赤は私的）

ノルウェーの医療（Helsetjenester i Norge、Healthcare in Norway）においては主に一般税収を原資とするユニバーサルヘルスケアが達成されており、ノルウェー保健福祉省が所管している。またいくつかの民間医療機関も存在する。
国民一人あたりの保健支出は、OECD各国において米国に次いで高い。2000年、WHOはノルウェーの医療制度の総合的効率性について、190の国連加盟国中で11位と評した。
なおアルコールは国営企業Vinmonopoletによる専売制である。

## 医療制度
ノルウェーの医療制度は、一次医療と二次医療が明確に分担されており、前者は主に市が、後者は国が所管している。

### 一次医療
一次医療は登録された総合診療医（GP）によるプライマリケアが提供され、GPの登録は市民自身が任意に行える。GP一人あたりおおよそ1500人の市民を受け持つ。GPの診療報酬は、人頭払いおよび出来高払いからなる。

### 二次医療
二次医療は主に病院と専門医療であり、国レベルで運営されている。一次医療からの紹介状なしに二次医療を受診した場合、保険は適用されず全額自己負担となる。
公立病院は国家予算を原資とする公費負担医療を提供しており、全ての市民は公立病院にて無料の医療を受けることができる。患者権利法（Patients' Rights Act）により、全ての市民には病院を選択する権利がある。
公立病院の運営は保健福祉省配下の4つの地域保険機構（Regionalt helseforetak）によってなされる。地域保険機構は、北部ノルウェー地域保険機構（Helse Nord）、中部ノルウェー地域保険機構（Helse Midt-Norge）、西部ノルウェー地域保険機構（Helse Vest）、南東部ノルウェー地域保険機構（Helse Sør-Øst）の4つが存在する。

## 財政
| 傷病給付     | 10% |
| 就労援助給付 | 10% |
| 障害年金     | 17% |
| 老齢年金     | 46% |
| 育児給付     | 5%  |
| 医療給付     | 5%  |
| その他保健   | 4%  |
| その他       | 3%  |

ノルウェーには国民保険法（Folketrygdloven）を根拠とする社会保険制度が存在し、強制保険である。医療費の財源は7割ほどが一般税収、1割ほどが社会保険からなされる。
保険料率は、被雇用者では所得の7.8%ほど。国家予算歳入の20%ほどは国民保険料である。
医療受診では自己負担額が存在し、GP受診は一回につき125クローネ、薬局処方では36%（上限500NOK）である。また年間医療費の自己負担上限額が設定されており、2013年度では、年間2040クローネ以上の費用は医療給付にて還元される。

OECD各国の財源別保健支出。
水色は政府一般歳出、紫は社会保険、赤は自己負担、橙は民間保険、緑はその他